# Bandeira heráldica

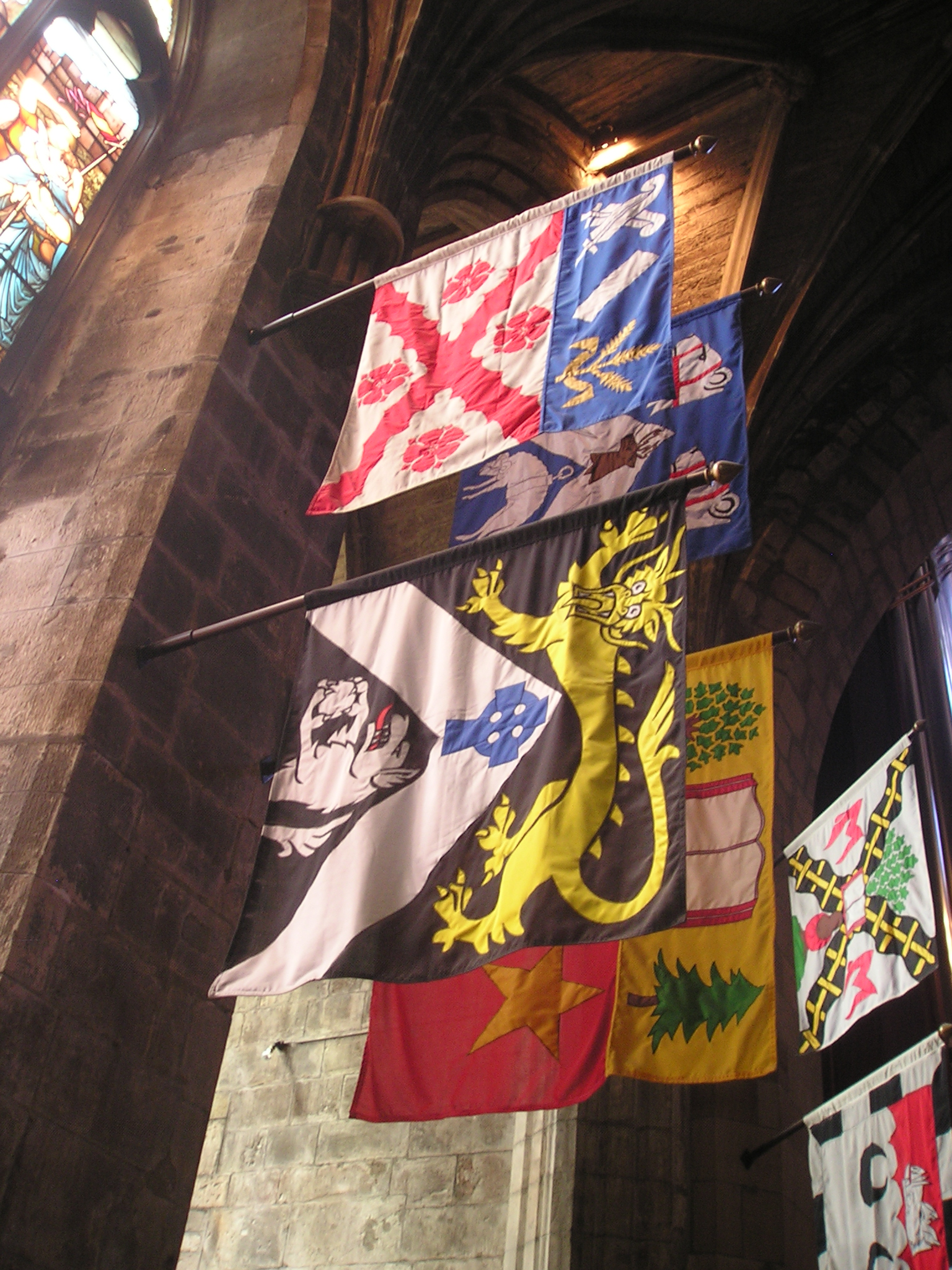
Estandartes dos Knights of the Thistle na St. Giles' Cathedral.

Em heráldica e vexilologia, uma bandeira heráldica é uma bandeira contendo brasões, emblemas heráldicos, ou outros objetos utilizados para identificação pessoal.
As bandeiras heráldicas incluem estandartes, flâmulas e as suas variantes. As especificações que regem as bandeiras heráldicas variam de país para país e variam ao longo do tempo, seguindo sempre a lei de armas heráldicas.

## Tipos

### Flâmula
A flâmula é uma pequena bandeira alongada, pontiaguda ou com cauda de andorinha (quando com cauda de andorinha pode ser descrita como uma banderola). Era carregada com o emblema heráldico ou alguma outra insígnia heráldica do proprietário, e exibido em sua própria lança, como uma insígnia pessoal. A pennoncelle é uma modificação da flâmula.
No uso escocês contemporâneo, a flâmula tem 120cm  de comprimento e estreita-se em uma ponta ou em uma extremidade arredondada, conforme a escolha do proprietário. É atribuído pelo Lord Lyon King of Arms a qualquer armiger que deseje solicitá-lo.

### Estandarte

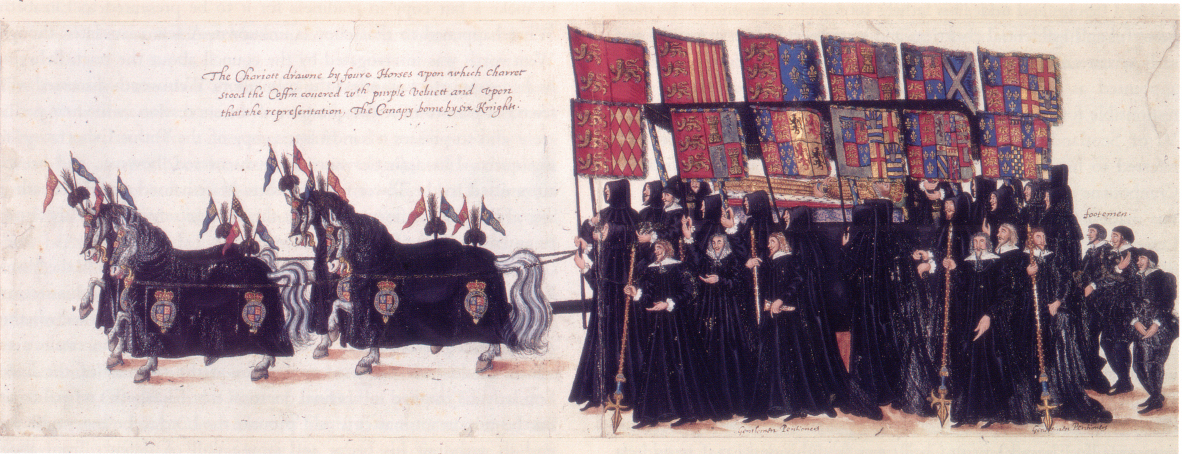
Bandeiras heráldicas no funeral de Elizabeth I. O caixão da rainha é escoltado por enlutados carregando as bandeiras das armas de seus ancestrais, acompanhadas pelas armas de suas esposas.

O estandarte (também chamado simplesmente de bandeira heráldica) é quadrado ou oblongo e maior que o pendão, ostentando todo o brasão do proprietário, composto precisamente como um escudo, mas em forma quadrada ou retangular forma.
Nos tempos antigos, quando um Cavaleiro se distinguia por bravura conspícua, era costume marcar sua conduta meritória pelo avanço imediato no próprio campo de batalha. Nesse caso, a ponta ou pontas da Flâmula do bom Cavaleiro foram rasgadas, e assim a ... pequena Bandeira foi reduzida à forma quadrada do Estandarte, pela qual a partir de então ele seria distinguido —  Charles Boutell, O Manual da Heráldica Inglesa
Os estandartes dos membros da Ordens de Cavalaria são normalmente exibidos na capela da Ordem. Estandartes dos Cavaleiros da Ordem do Cardo estão pendurados na capela da Ordem de 1911 na Catedral de St Giles em Edimburgo. Estandartes dos Cavaleiros da Ordem da Jarreteira são exibidos na Capela de São Jorge no Castelo de Windsor. 
Os estandartes tornaram-se disponíveis para todos os armeiros ingleses como resultado de um relatório de Garter ao Earl Marshal datado de 29 de janeiro de 1906. O relatório afirmava que o tamanho de um banner para Esquires e Cavalheiros deveria ser considerado no futuro. Até essa data, eles estavam disponíveis para todos os nobres e cavaleiros estandartes. Em 2011, Garter Woodcock disse que o estandarte para um Escudeiro ou Cavalheiro deveria ser do mesmo tamanho que o de um Marquês e aqueles de posição inferior até Cavaleiro.

### Padrão heráldico

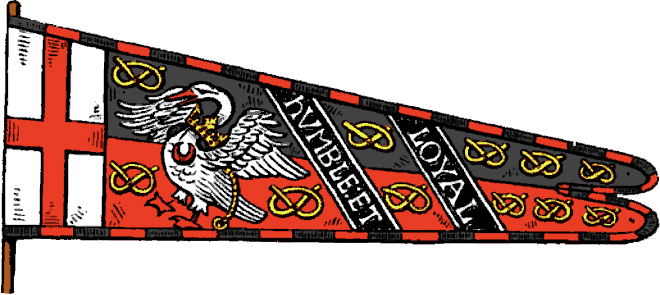
Padrão de Sir Henry de Stafford, de 1475..

Padrão do Reino de Leão durante a Idade Média, um dos primeiros padrões do mundo.

Um exemplo de um padrão de um barão escocês.

O padrão heráldico apareceu em meados do século XIV e foi geralmente usado por personagens de alto escalão durante os dois séculos seguintes. O padrão parece ter sido adotado com o propósito especial de exibir crachás.
Os padrões heráldicos eram usadas por indivíduos, como um monarca ou presidente, como meio de identificação e são frequentemente chamadas de estandartes (por exemplo, estandarte real). Essas bandeiras não são padrões no sentido heráldico estrito, mas passaram a ser conhecidas como tal. O padrão heráldico não é retangular - ele diminui geralmente. Em Inglaterra, qualquer armiger que tenha recebido um distintivo tem o direito de voar um estandarte.